# 水月博士
水月 博士（みづき はかせ）は、日本の漫画家。北海道出身。
「月刊ウィングス」1997年6月号「the monsters collection」でデビュー。代表作は「悪魔のオロロン」、「狂い咲きの花」など。

## 作品リスト
- the monsters collection（※デビュー作。コミックス未収録）
- 悪魔のオロロン（全4巻）
- アジアンビート（全1巻）
- 雪の降る街（※アジアンビートに収録）
- MAYBE BLUE（※コミックス未収録）
- モンキー・マジック（※コミックス未収録）
- 真夜中の帝国（※悪魔のオロロン続編。コミックス未収録）
- シュガー（※コミックス未収録）
- ばく（全1巻）
- メフィスト（※ばくに収録）
- 狂い咲きの花（全5巻）
- Dracul（全2巻）

## その他
2008年09月13日に、mixiの水月博士コミュニティー内で、
「祥伝社から発刊されているFEEL YOUNG2008年10月号に掲載されている【ノラ】という作品は、水月博士が別PN(チェリー)で書いたものではないか？」と噂・話題になった。
真相は定かではないが、人物・背景の描写、手書き文字の形などが一致しているとのレスが続いた。
2014年6月23日、水月博士本人が自身のTwitterにて『チェリーって奴は私です。明言したのこれが始めてです』と公表している。